# Polvo de cinco especias
El polvo de cinco especias es una mezcla de especias muy empleada en la cocina china. Incorpora los cinco sabores de la cocina china — dulce, ácido, amargo, umami y salado. Es un condimento muy conocido, al igual que la salsa hoisin.

## Características y composición
La fórmula y composición de este polvo de especias se fundamenta en la filosofía china del balance del yin y el yang en la composición de algunos alimentos. La mezcla consiste en canela de China: cassia Tung Hing (brotes de cassia en polvo), anís estrellado en polvo y semillas de anís, raíz de jengibre, y clavo de olor. Otra receta de esta mezcla consiste en huajiao (pimienta de Sichuan), bajiao (anís estrellado), rougui (cassia), clavo de olor, y semillas de hinojo. Conocido en el Perú como Canela China.

## Empleos
Se emplea en algunas recetas de la cocina cantonesa como es el pato asado, así como estofados de vaca. La mezcla de cinco especias ha seguido a la diáspora de chinos por el mundo y se ha incorporado igualmente en algunos platos de la cocina asiática. La especia se emplea en restaurantes y en las elaboraciones caseras diarias. En la cocina hawaiana algunos restaurantes ponen esta especia en la mesa. 
A veces se elabora una sal muy versátil calentando en una sartén salteando (stir-frying) unos granos de sal común con el polvo de las cinco especias, a fuego moderado hasta que la sal y las especias se mezclan por igual.